# Agrotis asandjurae
Agrotis asandjurae là một loài bướm đêm trong họ Noctuidae.